# Cloondara
Cloondara ( in gaelico Cluain Dá Ráth, che significa pascolo dei due forti ad anello) è un villaggio della contea di Longford, Irlanda. È situato appena al di fuori della N5, vicino a Termonbarry. È il paese in cui il Royal Canal si congiunge col fiume Shannon. Si trova a 7 km dalla città di Longford. Termonbarry si trova sull'altro lato del fiume rispetto a Cloondara. Sono state costruite di recente molte aree residenziale, grazie agli incentivi fiscali di cui gode la cittadina.